# Jeux olympiques d'été de 1952
Pour les articles homonymes, voir Jeux olympiques de 1952.
Les Jeux olympiques d'été de 1952, Jeux de la XVe olympiade de l'ère moderne, sont célébrés à Helsinki du 19 juillet au 3 août 1952. La capitale finlandaise avait été choisie pour organiser les Jeux olympiques de 1940 en remplacement de ceux de Tokyo, mais ces derniers sont annulés pour cause de Seconde Guerre mondiale.
Ces Jeux marquent le retour de l'Allemagne et du Japon, ainsi que la première participation olympique de l'Union des républiques socialistes soviétiques (la Russie était absente depuis la révolution bolchévique de 1917). En pleine Guerre froide, les organisateurs décident de scinder le village olympique en deux : les pays occidentaux d'un côté et les pays issus du bloc soviétique de l'autre.
Côté compétition, 69 nations et 4 955 athlètes (dont 519 femmes) prirent part à 149 épreuves dans 17 sports. Le héros incontesté de ces Jeux est le Tchécoslovaque Emil Zátopek qui remporte trois titres olympiques en athlétisme (le 5 000 m, le 10 000 m et le marathon).

## Élection de la ville hôte
Le Comité international olympique confie l'organisation des Jeux olympiques d'été de 1952 à la ville de Helsinki au cours de la 40e session du 21 juin 1947 à Stockholm.
| Villes       | Pays             | Tour 1 | Tour 2 |
| ------------ | ---------------- | ------ | ------ |
| Helsinki     | Finlande         | 14     | 15     |
| Los Angeles  | États-Unis       | 4      | 5      |
| Minneapolis  | États-Unis       | 4      | 5      |
| Amsterdam    | Pays-Bas         | 3      | 3      |
| Détroit      | États-Unis       | 2      | -      |
| Chicago      | États-Unis       | 1      | -      |
| Philadelphie | États-Unis       | 0      | -      |
| Athènes      | Royaume de Grèce | 0      | -      |
| Lausanne     | Suisse           | 0      | -      |
| Stockholm    | Suède            | 0      | -      |

## Contexte politique

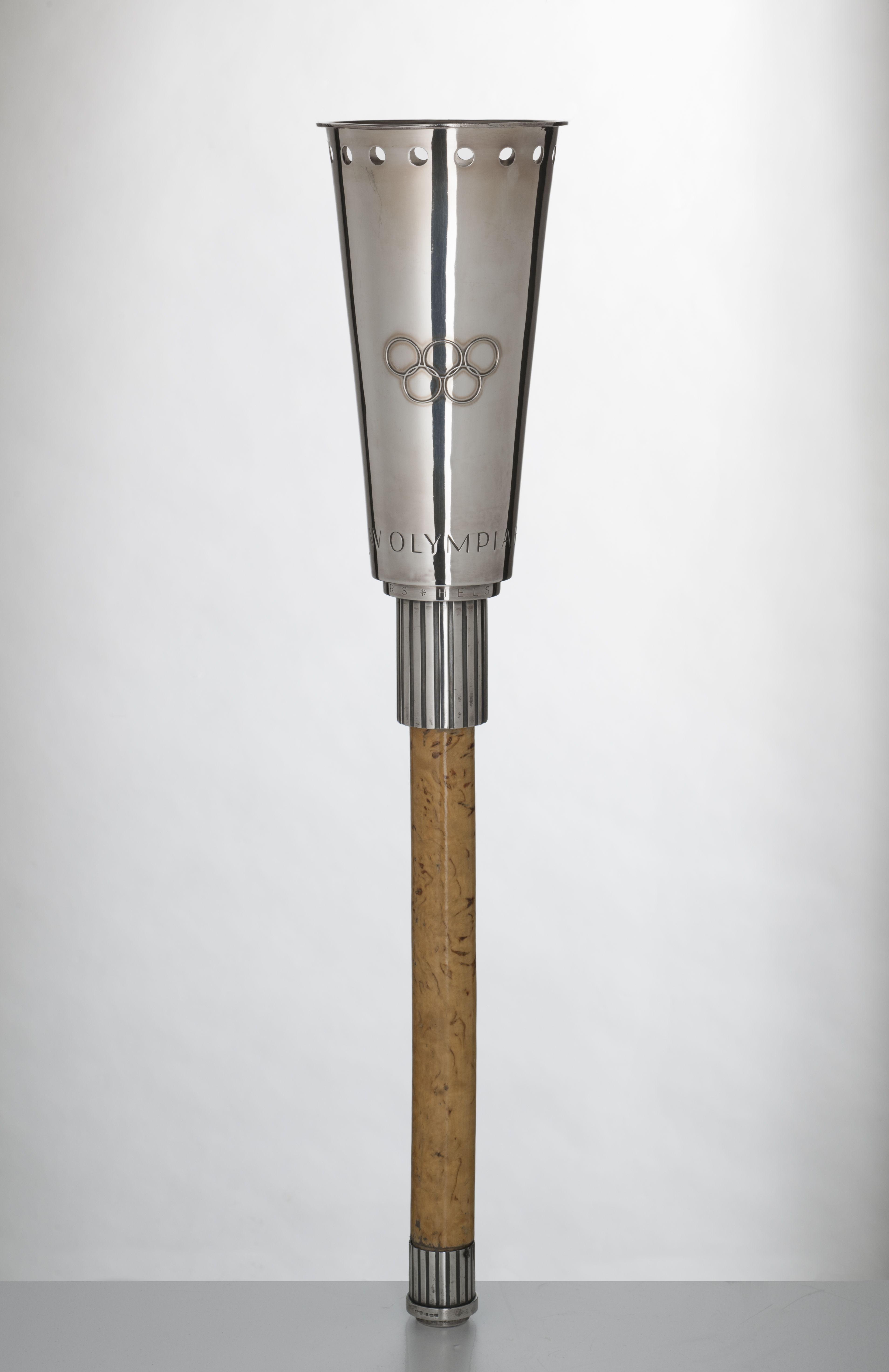
Torche olympique des Jeux de 1952, conservée dans un musée d'Helsinki.

Les Jeux olympiques d'été de 1952 se situent en pleine Guerre froide et marquent le début de la rivalité Est-Ouest. Afin de faire de ce rendez-vous olympique une fête mondiale de l’humanisme, les organisateurs finlandais ainsi que le Comité international olympique souhaitent inviter le maximum de délégations. C’est ainsi que la Russie, sous la bannière de l’URSS, fait son retour aux Jeux après quarante années d’absence. La Révolution bolchevique de 1917 avait entrainé un changement d'attitude de l’Union soviétique qui considérait que les Jeux olympiques étaient alors une pratique bourgeoise et capitaliste ce qui entraina leur retrait de cette compétition.
Afin de limiter les risques de tensions, les organisateurs décidèrent de séparer les délégations de l’URSS et de ses pays satellitaires des États-Unis et des nations occidentales. Deux villages olympiques furent par conséquent créés. Les athlètes du Bloc de l'Est furent installés au sein du village d’Otaniemi au bord de la Baltique, et les démocraties occidentales au village de Käpylä.
La rivalité Est-Ouest restera uniquement sportive, les délégations soviétiques et américaines se livrèrent tout au long de ces Jeux d’Helsinki à une lutte purement sportive.

## Organisation

### Éléments graphiques
L'emblème des Jeux de 1952 représente la tour du Stade olympique d'Helsinki avec au sommet les anneaux olympiques.
La médaille olympique, comme depuis 1928, représente la déesse de la victoire tenant une couronne dans sa main. La mention "XV Olympia Helsinki 1952" (15e olympiade Helsinki 1952) est inscrite également sur l'avers de la médaille. Sur le revers, on peut découvrir un athlète porté en triomphe par la foule.
La torche olympique est de forme conique et le manche est en bois laqué.

### Sites des compétitions

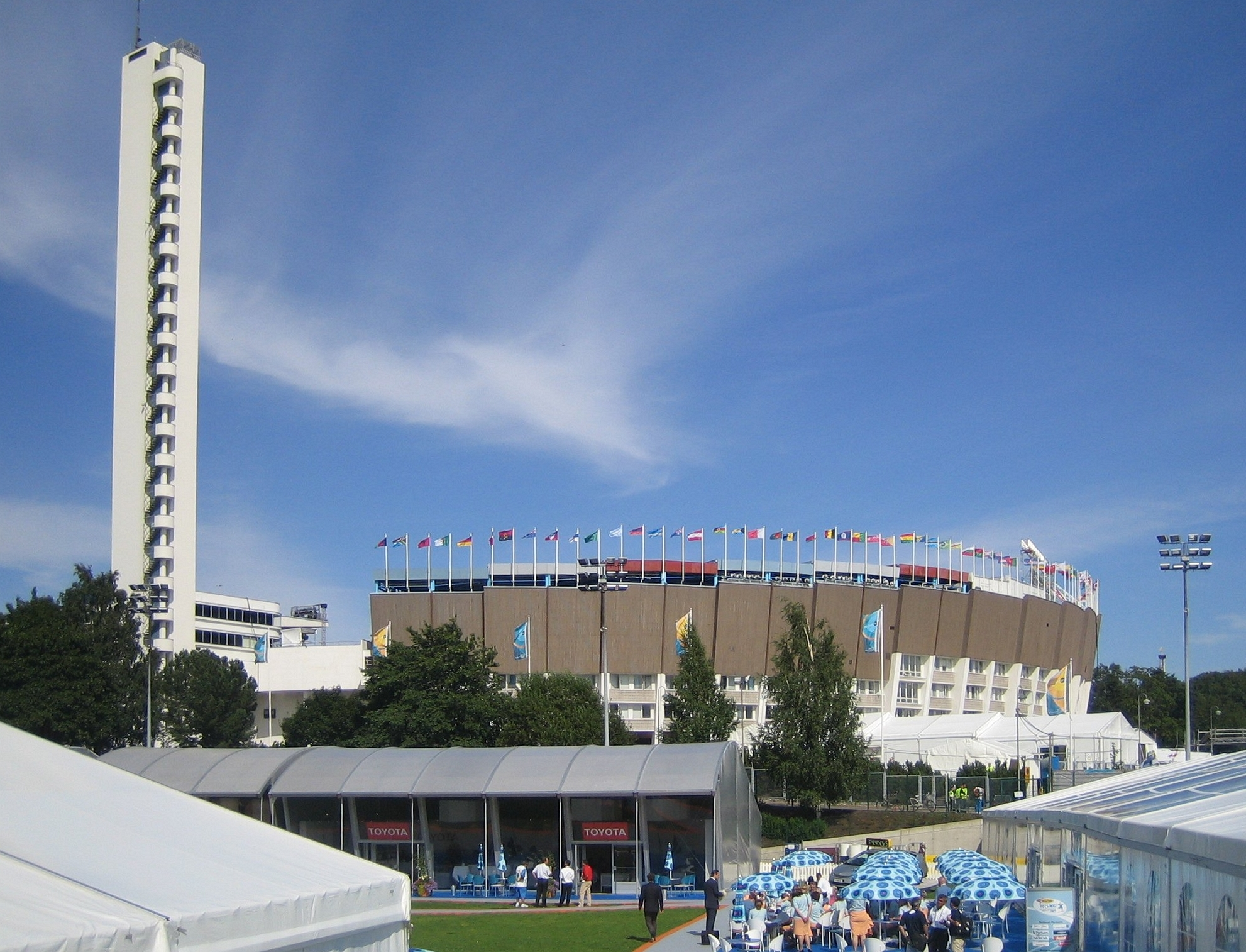
Le stade olympique d'Helsinki en 2005.

L'organisation est en partie facilitée par l'utilisation des équipements construits pour accueillir les Jeux olympiques de 1940.
- Stade olympique d'Helsinki (70 000 places) : cérémonies, athlétisme, football (demi-finales et finale) et sports de démonstration.
- Stade nautique de Töölo (12 000 places) : natation, plongeon, water polo.
- Vélodrome d'Helsinki : cyclisme sur piste, hockey sur gazon.
- Salles d'exhibition (Messuhalli I et II) : gymnastique, lutte, boxe, haltérophilie, basket-ball.
- Centre nautique de Meilahti : aviron, canoë-kayak.
- Westend Tennis Hall : escrime.
- Centre de tir de Malmi : tir.
- Harmaja : voile.
- Centre équestre de Ruskeasuo : équitation.
- Hämeenlinna, piscine d'Ahvenisto: pentathlon moderne.
- Les villes de Turku, Tampere, Kotka et Lahti accueillent des matchs de football.

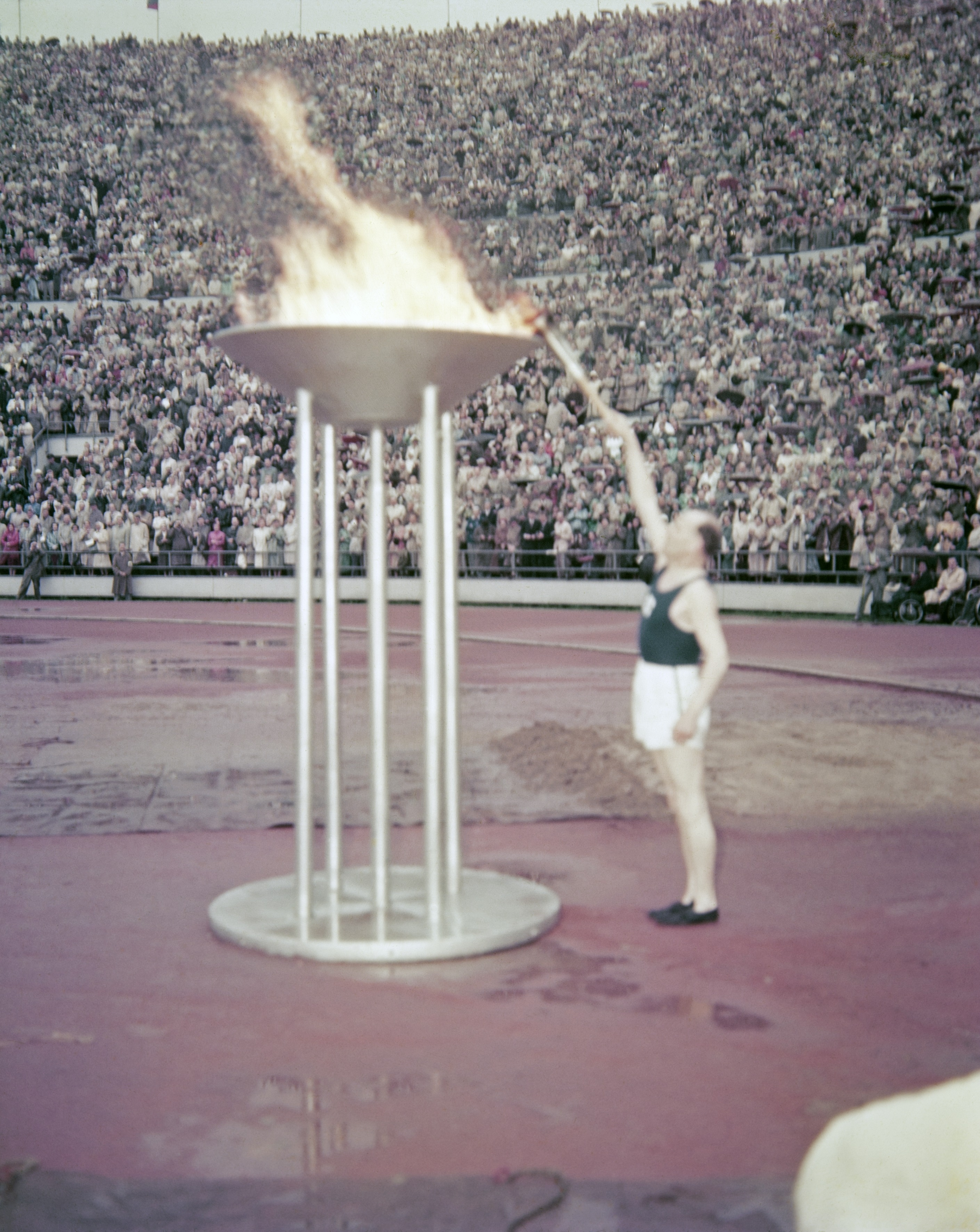
Paavo Nurmi allumant la vasque olympique.

### Cérémonie d'ouverture

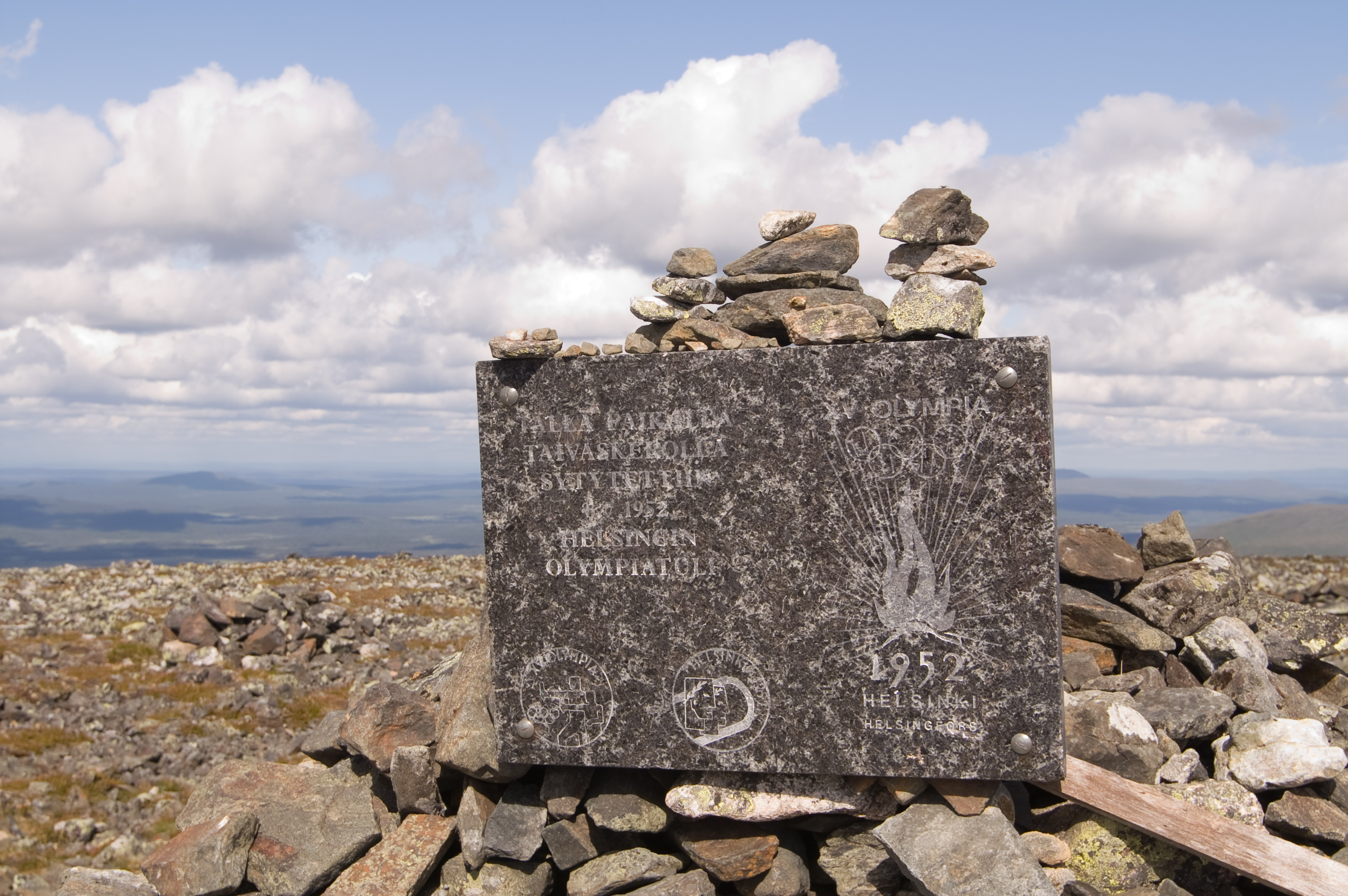
La flamme fut allumée au sommet du Taivaskero en Laponie.

La cérémonie d'ouverture se déroule le 19 juillet 1952 au Stade olympique d'Helsinki devant près de 70 000 spectateurs. Les deux derniers porteurs de la flamme olympique sont les athlètes finlandais Hannes Kolehmainen et Paavo Nurmi, champions olympiques à de multiples reprises. Paavo Nurmi, banni des Jeux olympiques depuis 1932 pour cause de professionnalisme, reçut un accueil triomphal du public finlandais. Il alluma une première vasque avant de transmettre la torche à de jeunes joueurs de football qui acheminèrent la flamme jusqu'au sommet de la tour du stade olympique (72,71 m) où Hannes Kolehmainen allume la deuxième vasque.
Côté délégations, les États-Unis et l'URSS comptent toutes deux 333 représentants. Pour la première fois, une athlète féminine est porte-drapeau de son pays. Il s'agit de l'Uruguayenne Estrella Puentes.
L'ouverture officielle est déclaré par le Président de la Finlande Juho Kusti Paasikivi sous la présence de Sigfrid Edström, président du Comité international olympique.

## Nations participantes

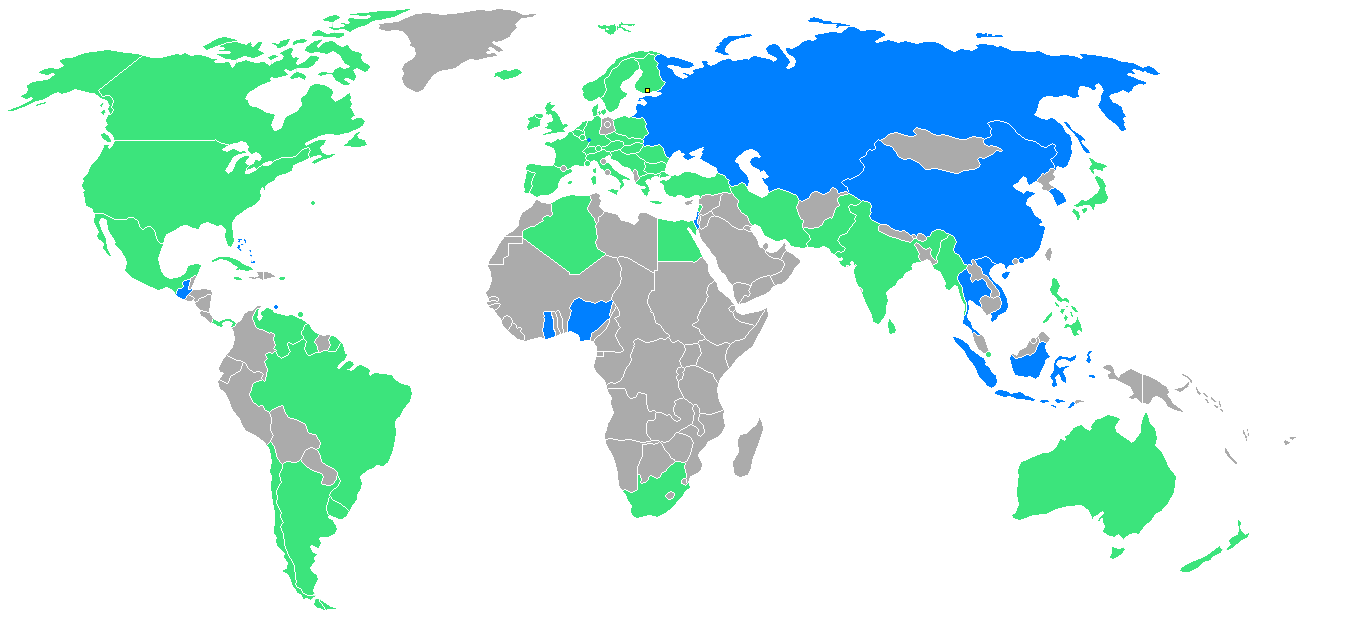
Nations participantes.
Pays participant pour la première fois.
Pays ayant déjà participé.

Ces Jeux d'Helsinki inaugurent l'ère de la diplomatie sportive entre blocs de la guerre froide.
69 nations ont participé aux Jeux d'Helsinki. Parmi elles, 13 délégations ont fait leur première apparition à des Jeux olympiques d'été : les Antilles néerlandaises, les Bahamas, le Ghana (sous le nom de Côte-de-l'Or), le Guatemala, Hong Kong, l'Indonésie, Israël, le Nigeria, la Thaïlande, la Sarre, l'URSS, et le Vietnam. L'Allemagne et le Japon sont conviés à l'événement pour la première fois depuis l'avant-guerre.
| Afrique                                                        | Amériques | Asie | Europe | Océanie                        |
| -------------------------------------------------------------- | --- | --- | --- | ------------------------------ |
| - Afrique du Sud - Côte de l'Or britannique - Égypte - Nigeria | - Antilles néerlandaises - Argentine - Bahamas - Bermudes - Brésil - Canada - Chili - Cuba - États-Unis - Guatemala - Guyana - Jamaïque - Mexique - Panama - Porto Rico - Trinité-et-Tobago - Uruguay - Venezuela | - Afghanistan - Birmanie - Ceylan - Chine - Corée du Sud - Hong Kong - Inde - Indonésie - Iran - Israël - Japon - Liban - Pakistan - Philippines - Singapour - Thaïlande - Viêt Nam | - Allemagne - Autriche - Belgique - Bulgarie - Danemark - Espagne - Finlande - France - Grande-Bretagne - Grèce - Hongrie - Irlande - Islande - Italie - Liechtenstein - Luxembourg - Monaco - Norvège - Pays-Bas - Pologne - Portugal - Roumanie - Sarre - Suède - Suisse - Tchécoslovaquie - Turquie - Yougoslavie - Union soviétique | - Australie - Nouvelle-Zélande |
| 4 pays                                                         | 18 pays | 16 pays | 28 pays | 2 pays                         |

## Compétition

### Sports et résultats
17 sports et 149 épreuves composèrent le programme des Jeux olympiques de 1952. Le baseball finlandais et le handball furent des sports de démonstration.
| - Athlétisme (32) - Aviron (7) - Basket-ball (1) - Boxe (10) - Canoë-kayak (9) - Cyclisme (6) - Équitation (6) | - Escrime (7) - Football (1) - Gymnastique (15) - Haltérophilie (7) - Hockey sur gazon (1) - Lutte (16) - Pentathlon moderne (2) | - Sports aquatiques Natation (11) Plongeon (4) Water-polo (1) - Tir (7) - Voile (5) |

### Faits marquants
Athlétisme

Résultats détaillés

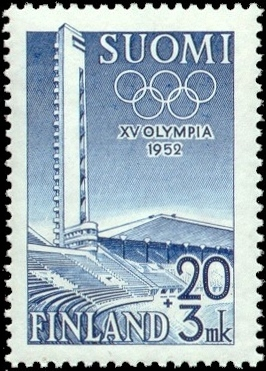
Timbre d'état 20+3 mk.

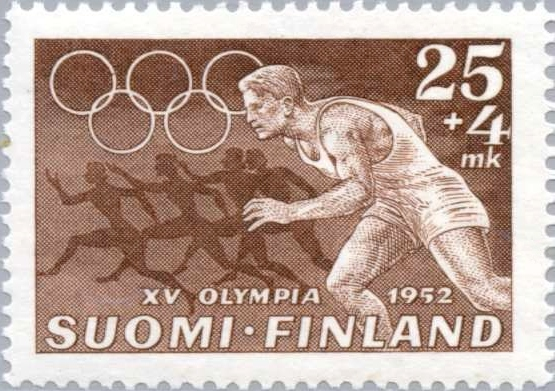
Timbre d'état 25+4 mk.

Le héros de ces Jeux d’Helsinki est le coureur de fond Tchécoslovaque Emil Zátopek qui réussit l’exploit de remporter trois titres olympiques sur le 5 000 m, le 10 000 m et le marathon, exploit unique au cours d’une même olympiade. Il conserve tout d'abord son titre du 10 000 m avec plus de 15 secondes d’avance sur son dauphin, le Français Alain Mimoun. Ces deux hommes se retrouvent deux jours plus tard sur le 5 000 m. Là encore, Zatopek l'emporte sur le Français mais avec un écart de seulement huit dixièmes de secondes. L’athlète tchécoslovaque décide de concourir pour la première fois à une épreuve de marathon. Il se porte en tête à mi-course et laisse sur place deux concurrents ayant réussi à suivre son rythme. Il remporte finalement la course en 2 h 23 min 03 s, soit son troisième record olympique en trois courses. Emil Zatopek surprend tous les observateurs par l’impression de fatigue et de souffrance qui se dégage de son visage et de sa démarche. L’athlète tchécoslovaque de 29 ans, par ailleurs lieutenant dans l’armée, confiera le secret de sa réussite, un entrainement d’une trentaine de kilomètres par jour entrecoupé de sprints et de musculation.
Aviron

Résultats détaillés

En 1924, Bill Havens avait été choisi pour représenter les États-Unis en aviron (sport) dans le huit avec barreur, mais il refusa afin de demeurer près de son épouse enceinte de leur premier enfant. Vingt-huit ans plus tard, en 1952, l’enfant en question, Frank Havens remporte la médaille d'or dans le 10 000 m en canoë monoplace.
Basket-ball

Résultats détaillés

Boxe

Résultats détaillés

Les boxeurs américains remportent la moitié des médailles d'or disputées.
Canoë-kayak

Résultats détaillés

Cyclisme

Résultats détaillés

Équitation

Résultats détaillés

Lis Hartel remporte la médaille d'argent en équitation à l'épreuve de dressage après avoir surmonté une poliomyélite l'ayant paralysée 12 ans plus tôt.
Escrime

Résultats détaillés

Trois escrimeurs réalisent le doublé en individuel et par équipe : le Hongrois Pal Kovacs au sabre, le Français Christian d'Oriola au fleuret et l'Italien Edoardo Mangiarotti à l'épée. Ce dernier portera son total à quatre médailles durant ces Jeux.
Football

Résultats détaillés

Durant le premier tour, l'équipe de Yougoslavie bat l'Union soviétique 3 à 1, alors que les relations entre Tito et Staline étaient des plus tendues : le match sera perçu par les Yougoslaves comme une victoire du titisme sur le stalinisme. Le tournoi fut remporté par la Hongrie.
Gymnastique

Résultats détaillés

Le Soviétique Viktor Chukarin remporte quatre médailles d'or et deux d'argent.
Haltérophilie

Résultats détaillés

Hockey sur gazon

Résultats détaillés

Le tournoi olympique voit l'équipe d'Inde remporter son cinquième titre consécutif.
Lutte

Résultats détaillés

Natation

Résultats détaillés

La Hongrie et les États-Unis remportent 8 des 11 épreuves au programme. Parmi les autres nations titrées figure la France avec Jean Boiteux qui gagne l'épreuve du 400 m. Après sa victoire, son père plongea dans la piscine olympique d'Helsinki pour le féliciter.
Pour la première fois, l'ensemble des finalistes de la finale du 200m brasse réalisent l'épreuve en adoptant la technique de la brasse-papillon, ce qui donnera lieu l'année suivante à une modification du règlement par la FINA, dissociant officiellement les deux styles de nage. L'Australien John Davies remporte l'épreuve.
Pentathlon moderne

Résultats détaillés

Plongeon

Résultats détaillés

Tir

Résultats détaillés

Voile

Résultats détaillés

Water polo

Résultats détaillés

### Records de médailles
| Athlète             | Pays             | Sport       | Médaille d'or, Jeux olympiques | Médaille d'argent, Jeux olympiques | Médaille de bronze, Jeux olympiques | Total |
| ------------------- | ---------------- | ----------- | ------------------------------ | ---------------------------------- | ----------------------------------- | ----- |
| Victor Tchoukarine  | Union soviétique | Gymnastique | 4                              | 2                                  | 0                                   | 6     |
| Emil Zátopek        | Tchécoslovaquie  | Athlétisme  | 3                              | 0                                  | 0                                   | 3     |
| Maria Gorokhovskaya | Union soviétique | Gymnastique | 2                              | 5                                  | 0                                   | 7     |
| Edoardo Mangiarotti | Italie           | Escrime     | 2                              | 2                                  | 0                                   | 4     |
| Grant Schaginjan    | Union soviétique | Gymnastique | 2                              | 2                                  | 0                                   | 4     |
| Nina Bocharova      | Union soviétique | Gymnastique | 2                              | 2                                  | 0                                   | 4     |
| Ford Konno          | États-Unis       | Natation    | 2                              | 1                                  | 0                                   | 3     |

### Tableau des médailles
Les États-Unis terminent en tête du classement avec 76 médailles, dont 40 en or. Ils devancent l'URSS avec 71 médailles (dont 22 d'or) et la Hongrie (42 podiums). La Finlande, pays hôte, remporte 22 médailles au total. L'Allemagne, malgré ses 24 médailles, ne décroche aucun titre olympique.
| Rang  | Pays                   | Médaille d'or, Jeux olympiques | Médaille d'argent, Jeux olympiques | Médaille de bronze, Jeux olympiques | Total |
| ----- | ---------------------- | ------------------------------ | ---------------------------------- | ----------------------------------- | ----- |
| 1     | États-Unis             | 40                             | 19                                 | 17                                  | 76    |
| 2     | Union soviétique       | 22                             | 30                                 | 19                                  | 71    |
| 3     | Hongrie                | 16                             | 10                                 | 16                                  | 42    |
| 4     | Suède                  | 12                             | 13                                 | 10                                  | 35    |
| 5     | Italie                 | 8                              | 9                                  | 4                                   | 21    |
| 6     | Tchécoslovaquie        | 7                              | 3                                  | 3                                   | 13    |
| 7     | France                 | 6                              | 6                                  | 6                                   | 18    |
| 8     | Finlande               | 6                              | 3                                  | 13                                  | 22    |
| 9     | Australie              | 6                              | 2                                  | 3                                   | 11    |
| 10    | Norvège                | 3                              | 2                                  | 0                                   | 5     |
| 11    | Suisse                 | 2                              | 6                                  | 6                                   | 14    |
| 12    | Union d'Afrique du Sud | 2                              | 4                                  | 4                                   | 10    |
| 13    | Jamaïque               | 2                              | 3                                  | 0                                   | 5     |
| 14    | Belgique               | 2                              | 2                                  | 0                                   | 4     |
| 15    | Danemark               | 2                              | 1                                  | 3                                   | 6     |
| 16    | Turquie                | 2                              | 0                                  | 1                                   | 3     |
| 17    | Japon                  | 1                              | 6                                  | 2                                   | 9     |
| 18    | Royaume-Uni            | 1                              | 2                                  | 8                                   | 11    |
| 19    | Argentine              | 1                              | 2                                  | 2                                   | 5     |
| 20    | Pologne                | 1                              | 2                                  | 1                                   | 4     |
| 21    | Canada                 | 1                              | 2                                  | 0                                   | 3     |
| 21    | Yougoslavie            | 1                              | 2                                  | 0                                   | 3     |
| 23    | Roumanie               | 1                              | 1                                  | 2                                   | 4     |
| 24    | Nouvelle-Zélande       | 1                              | 0                                  | 2                                   | 3     |
| 24    | Brésil                 | 1                              | 0                                  | 2                                   | 3     |
| 26    | Inde                   | 1                              | 0                                  | 1                                   | 2     |
| 27    | Luxembourg             | 1                              | 0                                  | 0                                   | 1     |
| 28    | Allemagne              | 0                              | 7                                  | 17                                  | 24    |
| 29    | Pays-Bas               | 0                              | 5                                  | 0                                   | 5     |
| 30    | Iran                   | 0                              | 3                                  | 4                                   | 7     |
| 31    | Chili                  | 0                              | 2                                  | 0                                   | 2     |
| 32    | Autriche               | 0                              | 1                                  | 1                                   | 2     |
| 32    | Liban                  | 0                              | 1                                  | 1                                   | 2     |
| 34    | Mexique                | 0                              | 1                                  | 0                                   | 1     |
| 34    | Irlande                | 0                              | 1                                  | 0                                   | 1     |
| 34    | Espagne                | 0                              | 1                                  | 0                                   | 1     |
| 37    | Corée du Sud           | 0                              | 0                                  | 2                                   | 2     |
| 37    | Trinité-et-Tobago      | 0                              | 0                                  | 2                                   | 2     |
| 37    | Uruguay                | 0                              | 0                                  | 2                                   | 2     |
| 40    | Venezuela              | 0                              | 0                                  | 1                                   | 1     |
| 40    | Portugal               | 0                              | 0                                  | 1                                   | 1     |
| 40    | Bulgarie               | 0                              | 0                                  | 1                                   | 1     |
| 40    | Égypte                 | 0                              | 0                                  | 1                                   | 1     |
| Total | Total                  | 149                            | 152                                | 158                                 | 459   |